# Fly High (中ノ森BANDの曲)
「Fly High」（フライ ハイ）は、中ノ森BANDの5枚目のシングル。

## 解説
- 前作から3ヶ月ぶりのシングル。
- 自分自身への応援歌として制作された。
- CDエクストラ仕様となっており、「Fly High」のビデオクリップを収録。
- 2006年、第48回日本レコード大賞金賞受賞。

## 収録曲
1. Fly High (4:01) 
作詞：中ノ森文子・島崎貴光／作曲：中ノ森文子・T.M.O／編曲：中ノ森BAND・小高光太郎
日本テレビ系水曜ドラマ「CAとお呼びっ!」主題歌
2. Tomorrow (4:34)
作詞：中ノ森文子・島崎貴光／作曲：中ノ森文子・T.M.O／編曲：中ノ森BAND・小高光太郎
リクルート進学ネット高校生応援キャンペーンイメージソング
3. 強がりキューピッド (3:31) 
作詞：中ノ森文子・島崎貴光／作曲：Cheryl Parker・Sara Eker・Charlie Russell・Graham Kearns／編曲：中ノ森BAND・Koma2Kaz
4. Fly High -Instrumental- (4:00)
5. Tomorrow -Instrumental- (4:33)
6. 強がりキューピッド -Instrumental- (4:30)